# Vegard Heggem
Vegard Heggem, né le 13 juillet 1975 à Trondheim (Norvège), est un footballeur norvégien, qui évoluait au poste d'arrière droit au Liverpool FC et en équipe de Norvège.

## Biographie
Vegard Heggem a marqué un but lors de ses vingt sélections avec l'équipe de Norvège entre 1998 et 2000.

## Clubs
- 1985-1998 :  Rosenborg BK
- 1998-2003 :  Liverpool FC

## Palmarès

### En équipe nationale
- 20 sélections et 1 but avec l'équipe de Norvège entre 1998 et 2000.
- Participation à la Coupe du monde 1998.

### Avec Rosenborg BK
- Vainqueur du Championnat de Norvège de football en 1995, 1996 et 1997.
- Vainqueur de la Coupe de Norvège de football en 1995.

### Avec Liverpool FC
- Vainqueur de la Coupe UEFA en 2001.